# 隆卡利亚帝国议会
隆卡利亚帝国议会（英语：Diet of Roncaglia；德语：Gesetze von Roncaglia；拉丁语：Comitia Roncaliarum）指神圣罗马帝国皇帝腓特烈·巴巴罗萨于1154年与1158年在皮亚琴察附近召集的两次帝国议会。这场会议汇聚帝国贵族、教会高层及北意大利城市代表，核心议题在于重新界定皇帝与臣属间的封建主权关系——彼时，以米兰为首的北意大利自由城市（如基耶里、阿斯蒂、托尔托纳等）凭借经济崛起与政治自治的扩张，不断挑战帝国的传统权威。此会议的召开标志着中世纪神圣罗马帝国封建秩序与城市自治力量间矛盾的全面激化。

## 背景
自12世纪初起，神圣罗马帝国在意大利的统治格局发生深刻转变。1122年《沃尔姆斯宗教协定》的签订剥夺了皇帝对神职叙任权的控制，导致世俗权力与教会权力间的“平衡”彻底崩塌。越来越多的自治城市（Kommunen）在圭尔夫派和吉伯林派的斗争中获得自我治理权，并试图摆脱皇权束缚。这些城市不仅攫取了原本专属皇帝的王室特权（Regalien），还将高级司法管辖权纳入自治范畴。
当腓特烈一世（红胡子）于1152年继承帝位时，面对的正是这种离心离德的局面。这一危机的根源在于其前任君主对意大利事务的漠视——无论是洛泰尔二世还是康拉德三世，皆未积极干预亚平宁半岛的治理真空。
腓特烈的政治蓝图聚焦于重建对上意大利城市群（尤其是伦巴第地区）的帝国统治，以此巩固其唯一最高权威。1154年的首次意大利远征却遭遇挫折：为解决自治城市争端，他在隆卡利亚原野（roncaglischen Feldern）召开帝国议会，要求涉事城市代表出庭受审。然而被告城市的集体缺席，被视为对皇权的公然藐视，直接触发帝国禁令（Reichsacht）与军事惩戒程序。
腓特烈一世在召开会议前，已通过一系列军事行动强化对北意大利的控制。作为最强大的自治城市，米兰首当其冲成为制裁目标。为对抗帝国高压，米兰与布雷西亚、皮亚琴察、热那亚及托尔托纳结成防御同盟，并加大对帕维亚等亲皇派城市的军事威慑。1158年，腓特烈联合亲皇城市对米兰展开围攻，终在同年9月7日迫使这座骄傲之城陷落。投降条件极具羞辱性：米兰人须赤足裸颈、将佩剑悬于胸前，列队步行至皇帝营帐乞求宽恕。作为战败代价，米兰被迫向皇帝交还所有先前侵占的王室特权，但这座城市的抵抗精神始终未灭。皇帝深谙，随着贸易繁荣与市政特许状（源于此前教权与皇权争斗时期）的普及，北意大利城市正逐步摆脱封建关系依附。他意图借隆卡利亚会议重申其作为封建宗主的绝对权力，遏制自由市镇（comuni）的独立倾向，尤其针对米兰这一“叛乱温床”。

## 会议内容
为确立皇权的至高性，巴巴罗萨将双方的权力界定权委托给了博洛尼亚的四位法学家。法学家们援引罗马法传统，裁定皇帝的统治基于神授君权，恢复自查理曼时代崩溃后逐渐瓦解的封建特权。他们系统梳理了自奥托大帝时期（10世纪）贸易萌芽阶段形成的帝国权利，并重新定义了对商业活动的税收、通行费及各类征敛权。此裁决实质上将城市自治权压缩至中世纪的“奥托特许状”框架内，试图以法律手段逆转两个世纪的经济自由化进程。基于被视为永恒法的罗马法传统，隆卡利亚会议颁布的四项核心法律构筑了帝国权威的宪制框架：

### 《王权法》（Lex Regalia）
为确保《王权法》的权威性，腓特烈一世首先召集与会的法学家厘清专属君主的特权范畴。经严格界定后，王室特权（Regalien）清单明确涵盖：
- 对公国、边疆伯领及整个交通网络（包括关税、路桥港费、铸币权与市场特许权）的绝对控制
- 任命意大利城市执政官（consules）的专断权力。

### 《司法集权法》（Lex Omnis iurisdicio）
此项法律确立皇帝为司法权力的唯一源头与最高仲裁者。高级司法权（Hohe Gerichtsbarkeit）与禁令权（Bann）自此收归皇室，所有法官须向皇帝宣誓效忠并履行职务义务。此举直接剥夺了自治城市长期僭越的司法自治权，将地方裁判体系纳入帝国垂直管辖。

### 《行宫与驻地法》（Lex Palaci et Pretoria）
通过第三项法律，巴巴罗萨获得在帝国境内任意地点修建行宫（Pfalz）的法定权力。该法旨在遏制城市驱逐皇室城堡的倾向——许多自治市镇曾以“去军事化”为由，将象征皇权的要塞迁出城墙之外。行宫网络的扩张成为皇帝震慑地方、强化巡政统治的空间工具。

### 《税赋专断法》（Lex Tributum）
末项法律赋予皇帝随意增减意大利王国税赋的绝对权力。此举彻底颠覆了中世纪“未经同意不得征税”的传统原则，将财政权从城市议会收归帝国中央，为后续军事行动提供了不受制约的财政汲取机制。
为巩固上述立法成果，会议同步推行了：《国内和平令》（Landfrieden）：禁止私战与地方武装冲突，违者以帝国公敌论处；《反密谋禁令》（Konjurationsverbot）：严禁任何针对皇帝与帝国的秘密结盟或宣誓反抗，违者处以极刑。
此外，腓特烈一世修订了1154年封建法，强调“效忠皇帝优先于一切封建义务”，要求封臣在任何层级均以皇权为最高指向。同时，他重新颁布《流动学者保护法》，延续对学术阶层（如博洛尼亚法学院师生）的特权庇护，以换取法学家群体对帝国法理体系的智力支持。

## 后果

### 伦巴第的反抗
然而，伦巴第城市联盟拒绝接受这一违背现实的判决。1158年裁决公布后，米兰率先重启抵抗，引发皇帝新一轮军事镇压。1162年，帝国军队以“惩戒叛民”之名将米兰城夷为平地（史称“米兰毁灭”，Destructionem Mediolani），企图以恐怖威慑迫使其他城市屈服。但血腥镇压反而催生了更紧密的抵抗联盟——幸存的伦巴第城市在废墟中意识到，唯有彻底联合方能抗衡帝国强权。此后十余年间，它们逐步摒弃内部分歧，最终于1167年结成稳固的伦巴第联盟（Lombard League）。

### 莱尼亚诺梦碎
然而，1176年5月29日的莱尼亚诺战役（Battle of Legnano）成为了腓特烈在意大利征途的转折点。伦巴第联军以步兵方阵与城市民兵为核心，在米兰旗帜下击溃了腓特烈引以为傲的骑士军团。此役不仅粉碎了皇帝“重建意大利封建秩序”的野心，更迫使他在1177年《威尼斯和约》及1183年《康斯坦茨条约》中承认伦巴第城市的自治权。帝国自此丧失了对阿尔卑斯山以南意大利王国领土的直接主权，而北意大利城市则在血火中奠定了近代自治城邦的雏形。这场持续二十余年的对抗，深刻揭示了中世纪晚期封建集权与商业自由之间的不可调和性，为文艺复兴时期意大利的城邦繁荣埋下伏笔。